# PGC 212835
LEDA/PGC 212835 ist eine Spiralgalaxie im Sternbild Widder auf der Ekliptik. Sie ist schätzungsweise 1,2 Milliarden Lichtjahre von der Milchstraße entfernt und hat eine Ausdehnung von etwa 165.000 Lichtjahren. Vom Sonnensystem aus entfernt sich das Objekt mit einer errechneten Radialgeschwindigkeit von näherungsweise 26.500 Kilometern pro Sekunde.
Im selben Himmelsareal befinden sich unter anderem die Galaxien NGC 683, PGC 6531, PGC 6580, PGC 1395455.